# 西貢歐陸飯店

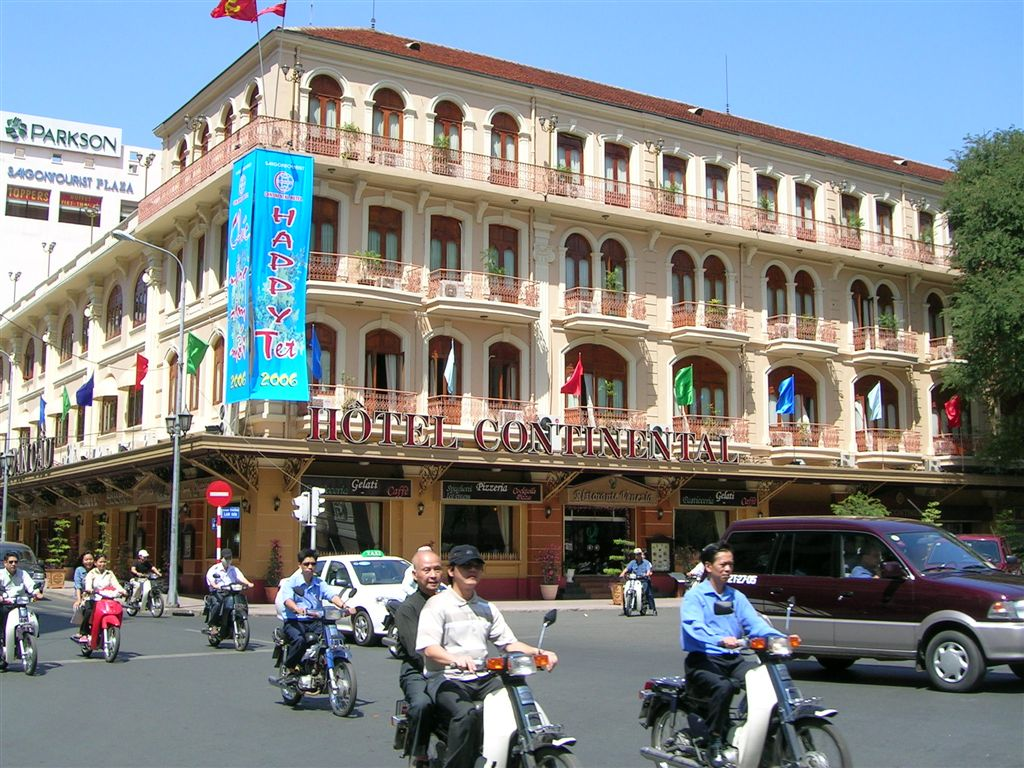
胡志明市Hôtel Continental Saigon

西貢歐陸饭店（Hôtel Continental Saigon）是越南胡志明市的一家酒店，位于第一郡同起街，该市的中央商务区，毗邻西贡大剧院。歐陸饭店建于1880年，法国殖民时期，得名于巴黎的同名酒店。该酒店虽然经过多年的翻新，但仍保留了其原有的建筑和风格的精髓。该酒店由国有的西贡旅游公司经营。

## 历史
在过去，西贡的道路被简单地按序号命名。从西贡河岸起，同起街为六马路。1865年，法国司令重新命名这些道路，六马路变成了卡提拿街，一个繁华的地方。1878年，家庭电器及建筑材料制造商皮埃尔·卡佐，开始建造歐陸饭店，为经过长时间航行来到遠東的法国旅客，提供一个歐陸风格的豪华住处。该工程历时2年，于1880年落成。 
在同一时期，西贡的许多主要殖民建筑建造起来，包括卡提拿街的西貢王公聖母教堂于1880年完成，卡提拿街的中心郵政局完成于1891年，西社宮在1898年完成。
酒店于1892年进行了翻新。1911年，酒店被出售给蒙庞西耶公爵。1930年，酒店有了新东家，弗兰奇尼，科西嘉岛的一个知名的黑帮，以后他的儿子菲利普经营酒店，直到1975年4月西貢陷落。
在歐陸饭店有法国殖民时代西贡的社会和政治生活。在法越战争期间，歐陸饭店经常被称为“卡提拿电台”，因为这里是记者、政客和商人聚集谈论政治，商业新闻，时事的地点。1955年越南分治后，卡提拿街更名为自由街（Tự Do），而“卡尼尔广场”（Place Garnier）更名为蓝山广场（Công Trường Lam Sơn）。在越南战争期间，记者们为一楼的酒吧起绰号“大陆架”。 新闻周刊和時代週刊的西贡分社都设在酒店二楼。

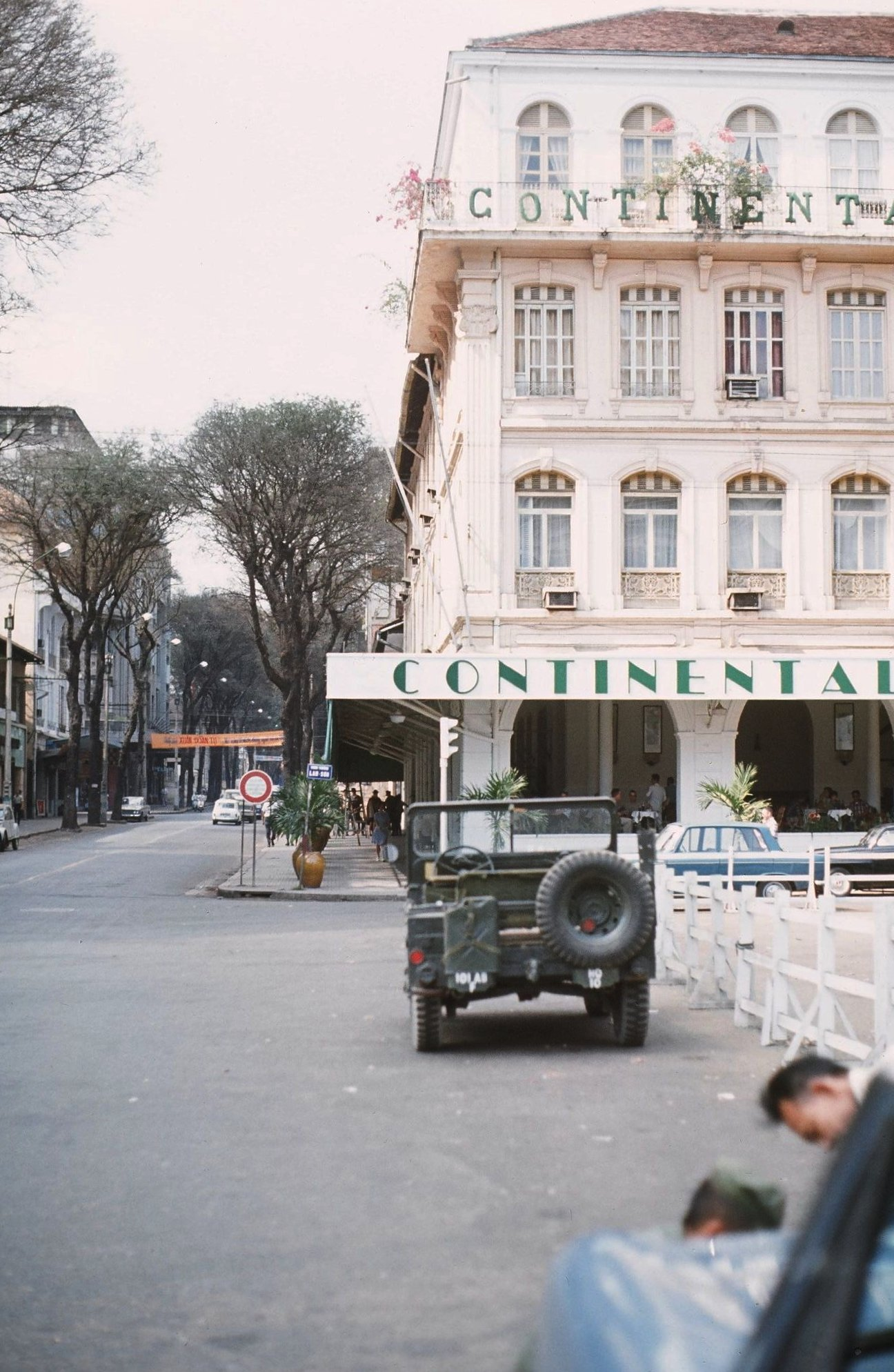
1968年的歐陸飯店

1975年4月西貢陷落，酒店所有权由胡志明市政府接管。自由街被更名为同起街。这家酒店在1976年关闭，1986年重新开放，名为同起饭店。1989年酒店完全修复，恢复歐陸饭店原名。

## 著名住客
- 罗宾德拉纳特·泰戈尔
- 安德烈·馬爾羅
- 格雷厄姆·格林，长期住在214房间，创作关于法国殖民时期后果的小说《沉静的美国人》
- 雅克·希拉克
- 马哈迪·莫哈末